# Fuerzas Armadas de Estonia
Las Fuerzas de Defensa de Estonia —en estonio: Eesti Kaitsevägi— constituyen la fuerza militar unificada de la República de Estonia. Están compuestas por las Fuerzas Terrestres, la Armada, la Fuerza Aérea y la Liga de Defensa de Estonia, de carácter paramilitar.
La política de defensa nacional tiene como objetivo garantizar la preservación de la independencia y soberanía del Estado, así como mantener la integridad de su territorio, aguas territoriales, espacio aéreo y orden constitucional. Sus principales metas siguen siendo el desarrollo y mantenimiento de una capacidad creíble para defender los intereses vitales de la nación, y de unas fuerzas armadas que aseguren su interoperabilidad con las de los Estados miembros de la OTAN y de la Unión Europea, a fin de participar en toda la gama de misiones de estas alianzas militares.

## Historia
Las Fuerzas de Defensa de Estonia tienen sus orígenes vinculados a la Guerra de Independencia de Estonia. Tras la primera fase de la Revolución Alemana en noviembre de 1918, que puso fin a la ocupación alemana en Estonia, los representantes de Alemania entregaron formalmente el poder político y militar al Gobierno de Estonia. Pocos días después, Estonia fue invadida por fuerzas militares de la URSS, marcando el inicio de la Guerra de Independencia. El pequeño y mal armado ejército estonio, conocido también como la Fuerza Popular —en estonio: Rahvavägi—, fue inicialmente obligado a retroceder por el Ejército Rojo hasta las inmediaciones de Tallin, la capital del país. Apenas 34 kilómetros separaban Tallin de la línea del frente. La ofensiva soviética fue detenida, en parte, gracias a la oportuna llegada de un envío de armas traídas por una escuadra naval británica.
En enero de 1919, las fuerzas armadas estonias lanzaron una contraofensiva —la ofensiva de mayo— bajo el mando del comandante en jefe Johan Laidoner. Las fuerzas terrestres contaron con el apoyo de la Marina Real del Reino Unido, así como con voluntarios finlandeses, suecos y daneses. Para finales de febrero de 1919, el Ejército Rojo había sido expulsado de todo el territorio estonio. El 2 de febrero de 1920, la República de Estonia y la República Socialista Federativa Soviética de Rusia firmaron el Tratado de Paz de Tartu. Tras la victoria en la Guerra de Liberación frente a la URSS y a los voluntarios del Freikorps alemán, Estonia mantuvo su independencia durante veintidós años.
En agosto de 1939, justo antes del inicio de la Segunda Guerra Mundial, Stalin y Hitler decidieron en secreto el destino de la República de Estonia. Ambos acordaron dividir Europa Oriental en «esferas de interés especial», según lo establecido en el Protocolo Adicional Secreto del Pacto Molotov-Ribbentrop. Según ese tratado, Estonia quedaba dentro de la zona asignada a la Unión Soviética. El gobierno estonio aceptó un acuerdo que permitía a la URSS establecer bases militares y estacionar 25 000 soldados en territorio estonio para una supuesta «defensa mutua». El 12 de junio de 1940, la Flota del Báltico soviética recibió la orden de imponer un bloqueo militar total a Estonia. Ante la abrumadora superioridad militar soviética y para evitar un derramamiento de sangre en una guerra que se consideraba inútil y perdida de antemano, el gobierno de Estonia decidió no oponer resistencia el 17 de junio de 1940. La ocupación militar del país se completó el 21 de junio de ese mismo año. En julio de 1940, las fuerzas armadas estonias fueron desarmadas por el Ejército Rojo, siguiendo órdenes soviéticas.

## Estructura

### Fuerzas terrestres

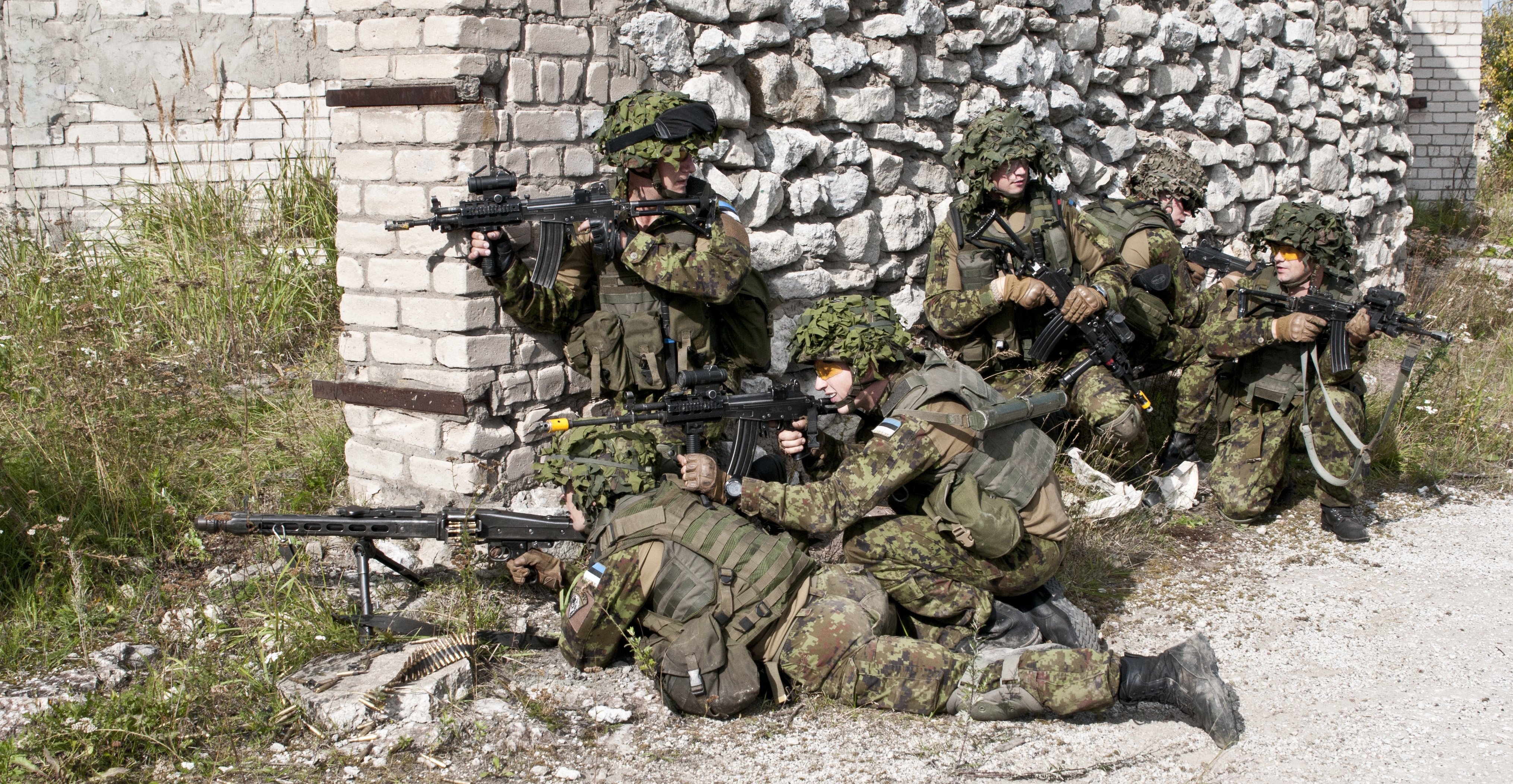
Soldados estonios en el ejercicio Operación Steadfast Javelin II, 2014.

Las Fuerzas Terrestres de Estonia —en estonio: Maavägi— constituyen el principal componente de las fuerzas de defensa. En tiempos de paz, su tamaño promedio es de unos 6700 efectivos, de los cuales aproximadamente 3200 son reclutas. La estructura operativa del Ejército está compuesta por la División de Estonia, que incluye la 1.ª y la 2.ª Brigadas de Infantería, así como un batallón de artillería y unidades de apoyo. Ambas brigadas de infantería funcionan como estructuras de instrucción y respaldo para las unidades desplegables. Las prioridades de desarrollo de las Fuerzas Terrestres se centran en la capacidad de participar en misiones fuera del territorio nacional y en la de realizar operaciones para proteger el territorio estonio, también en cooperación con los aliados.

### Marina
La Armada de Estonia —en estonio: Merevägi— es la responsable de todas las operaciones navales y de la protección de las aguas territoriales del país. Sus principales funciones son la defensa del litoral y las aguas territoriales, la garantía de la seguridad marítima, el mantenimiento y gestión de las comunicaciones y el tráfico marítimo, así como la cooperación con la OTAN y con las armadas de países aliados.

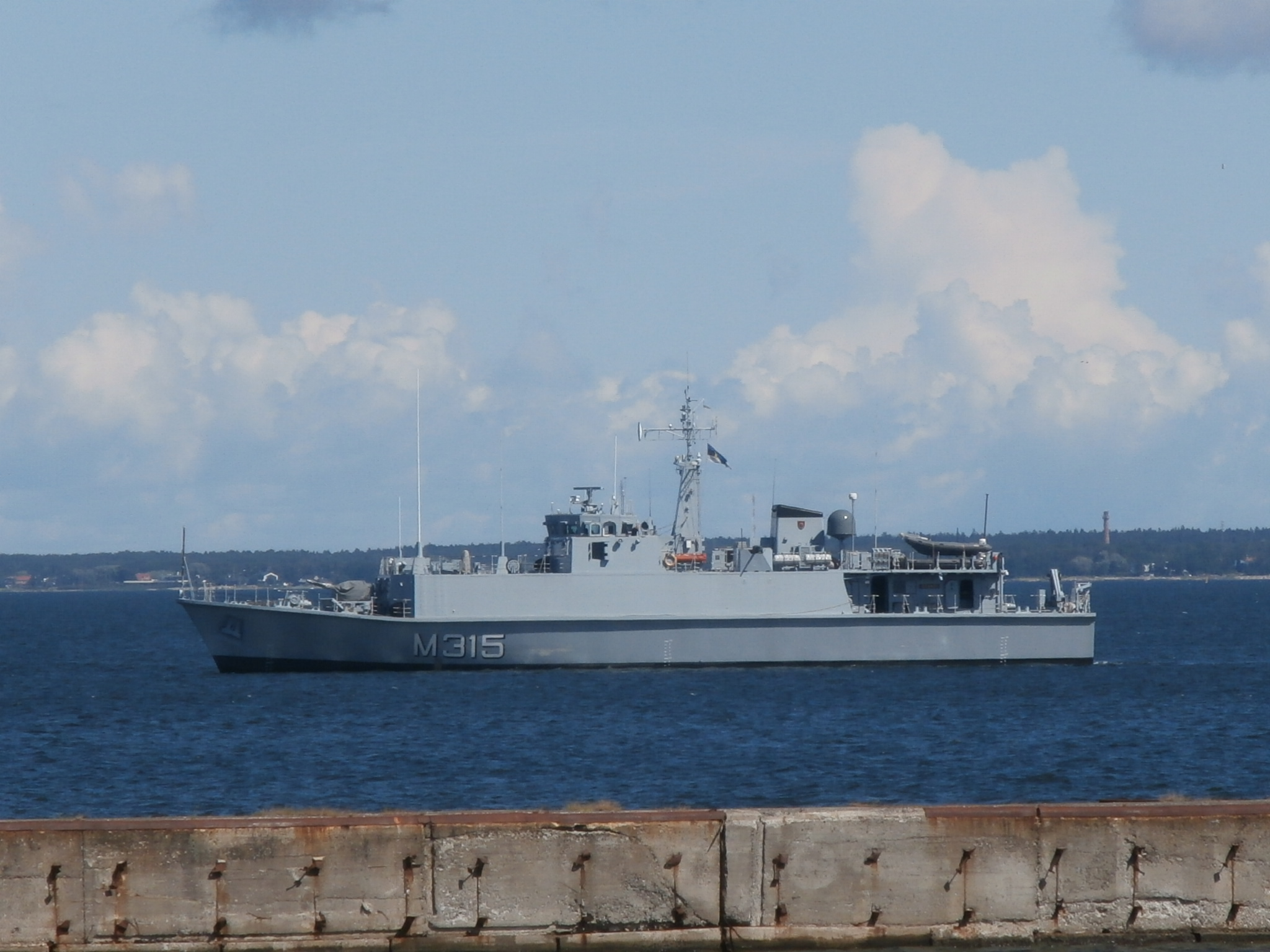
EML Ugandi en el mar.

En situaciones de crisis, la Merevägi debe estar preparada para defender los puntos de acceso marítimo, las zonas portuarias, las líneas de comunicación marítima y para colaborar con unidades de coalición. La Merevägi incluye unidades de patrulleras, dragaminas, una fragata y unidades de guardacostas. Este equipamiento es necesario para garantizar la seguridad de las rutas marítimas y para establecer o eliminar barreras de minas. La mayoría de las fuerzas navales están situadas en la base naval de Miinisadam. Su estructura actual incluye la División de Buques Cazaminas, que también cuenta con un grupo de buceo. Además, se encuentran en Tallin la Academia Naval y el Cuartel General Naval.
Desde 1995, se han llevado a cabo numerosas operaciones de limpieza de minas en aguas estonias en estrecha cooperación con otras armadas de la región del mar Báltico, con el objetivo de localizar y eliminar artefactos explosivos, contribuyendo así a una navegación segura. En 2007, la flota de buques cazaminas de la Merevägi fue modernizada y equipada con cazaminas de clase Sandown. En 2010, de acuerdo con el plan de desarrollo de defensa a largo plazo, se anunció que la Merevägi recibiría nuevas capacidades. Entre estas, la adquisición de patrulleras rápidas multipropósito fue establecida como una prioridad. Estas embarcaciones mejorarían la defensa de las aguas territoriales y la vigilancia marítima. Además de las nuevas capacidades, también se contempló una mejora en los sistemas de mando y control, así como en las comunicaciones entre la costa y las embarcaciones.

### Ejército del Aire

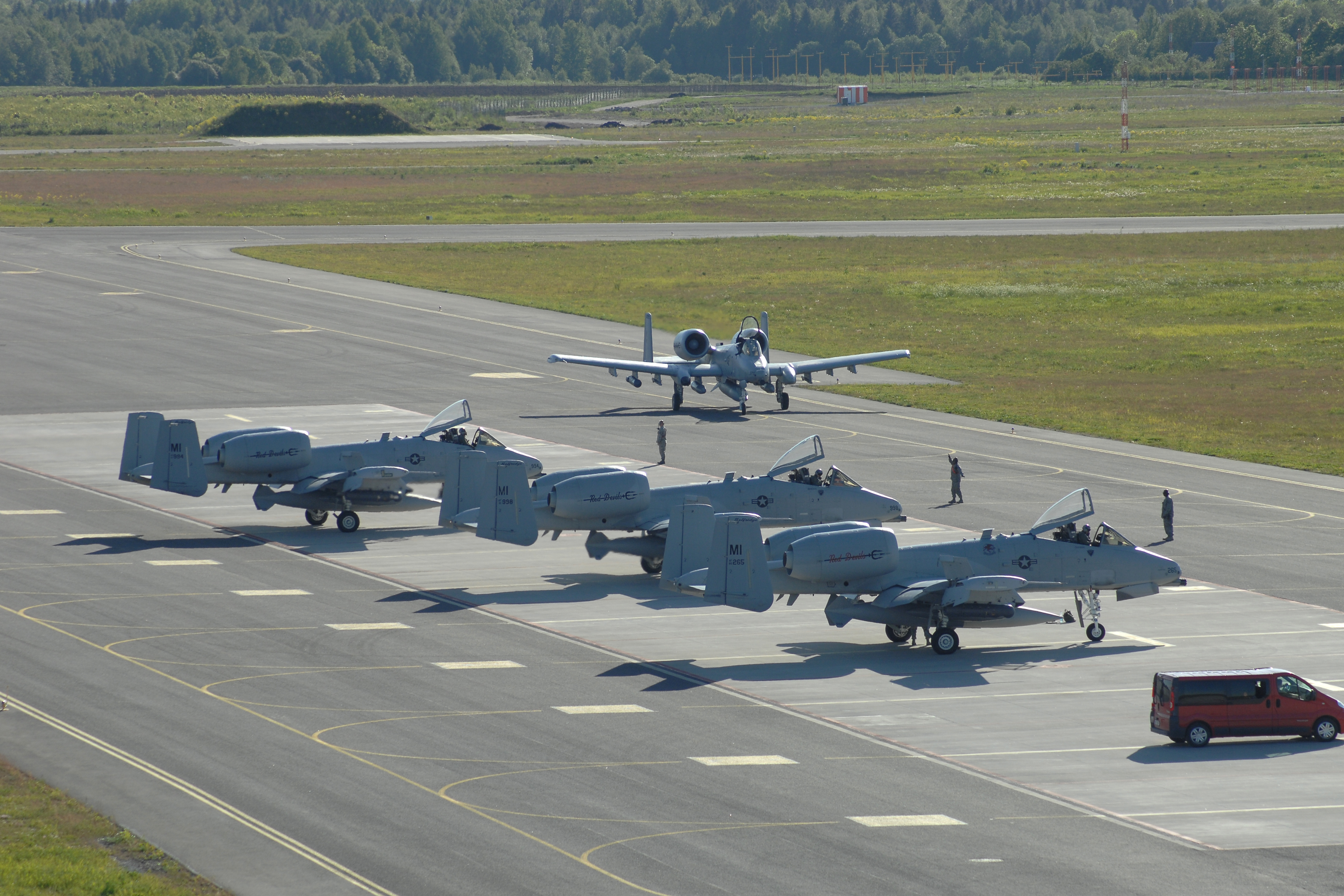
Avión de ataque terrestre A-10 de la Guardia Nacional Aérea de Michigan en la Base Aérea de Ämari.

La Fuerza Aérea de Estonia —en estonio: Õhuvägi— es el principal componente de las fuerzas de aviación estonias. Sus orígenes se remontan a 1918, cuando August Roos organizó la primera unidad aérea del país. La Guerra de Independencia impulsó significativamente el desarrollo de la aviación militar estonia, que a mediados de la década de 1930 contaba con más de 130 aeronaves modernas. La organización incluía el Grupo de Aviación Naval, la Escuela de Vuelo, la Base Aérea y el Grupo de Artillería de Defensa Aérea. Ingenieros estonios diseñaron y construyeron cazas que demostraron un rendimiento sobresaliente. La Fuerza Aérea fue restablecida en 1991 con los objetivos de controlar el espacio aéreo nacional y proteger objetos estratégicos mediante defensa aérea.
El proceso de reforma de la Fuerza Aérea fue lento debido a la infraestructura severamente dañada que dejó la Fuerza Aérea soviética y sus unidades de defensa aérea. La restauración oficial tuvo lugar el 13 de abril de 1994. Entre 1993 y 1995, Estonia recibió dos aviones de transporte Let L-410 UVP, tres helicópteros Mil Mi-2 y cuatro Mil Mi-8. También se heredaron antiguos equipos soviéticos de radar y artillería antiaérea.
La mayoría de las unidades de la Fuerza Aérea de Estonia están actualmente estacionadas en la Base Aérea de Ämari, cuya renovación se completó en 2012. Tanto el aeródromo como la guarnición de Ämari están orientados a facilitar y preparar la cooperación con la OTAN y las fuerzas aéreas de países aliados. La base permite prestar servicios estandarizados para aeronaves y aeródromos, necesarios para el apoyo a las fuerzas aliadas en territorio nacional.

## Personal

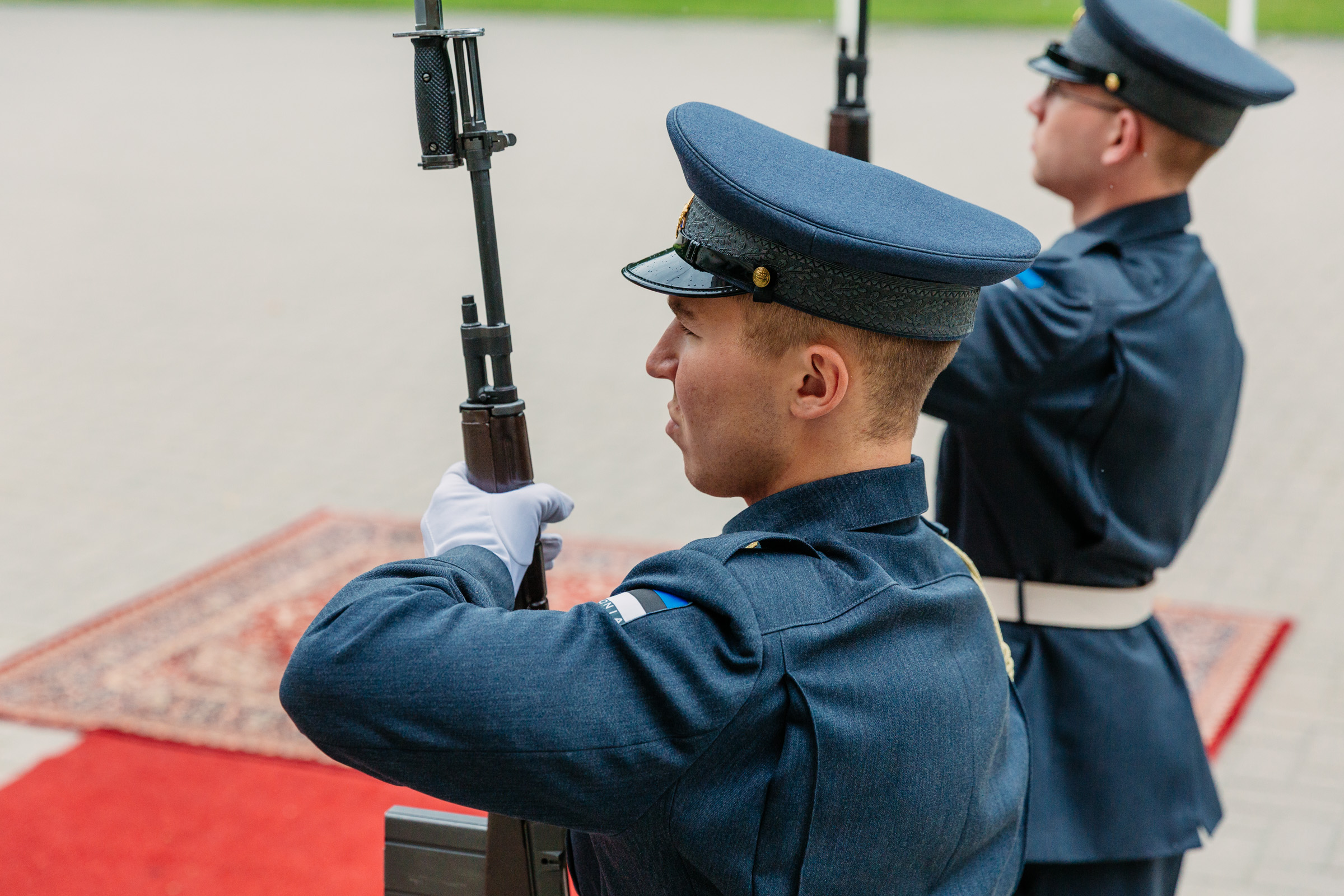
Un soldado estonio presenta armas.

Las Fuerzas de Defensa de Estonia están compuestas por unidades militares básicas que suman un total de 6500 efectivos entre oficiales y conscriptos. Según las proyecciones para 2017, el tamaño operativo en tiempo de guerra era de 21 000 personas, con un incremento previsto que superará los 24 400 efectivos para 2026. El Ejército estonio está estructurado bajo el principio de fuerzas de reserva, lo que implica que la mayoría de sus unidades de defensa son de carácter reservista.
En tiempos de paz, los reservistas realizan entrenamientos periódicos y el Estado adquiere equipamiento y armamento. En tiempos de guerra, estos reservistas son movilizados y organizados en unidades militares. Las unidades de reserva se conforman bajo un principio territorial, es decir, los conscriptos provenientes de una misma región son agrupados en una misma unidad y, tras finalizar su servicio, pasan a la reserva como una unidad cohesiva. El Ejército estonio mantiene un estado de preparación constante para la defensa, en coordinación con los demás cuerpos de las fuerzas armadas.

### Reclutamiento

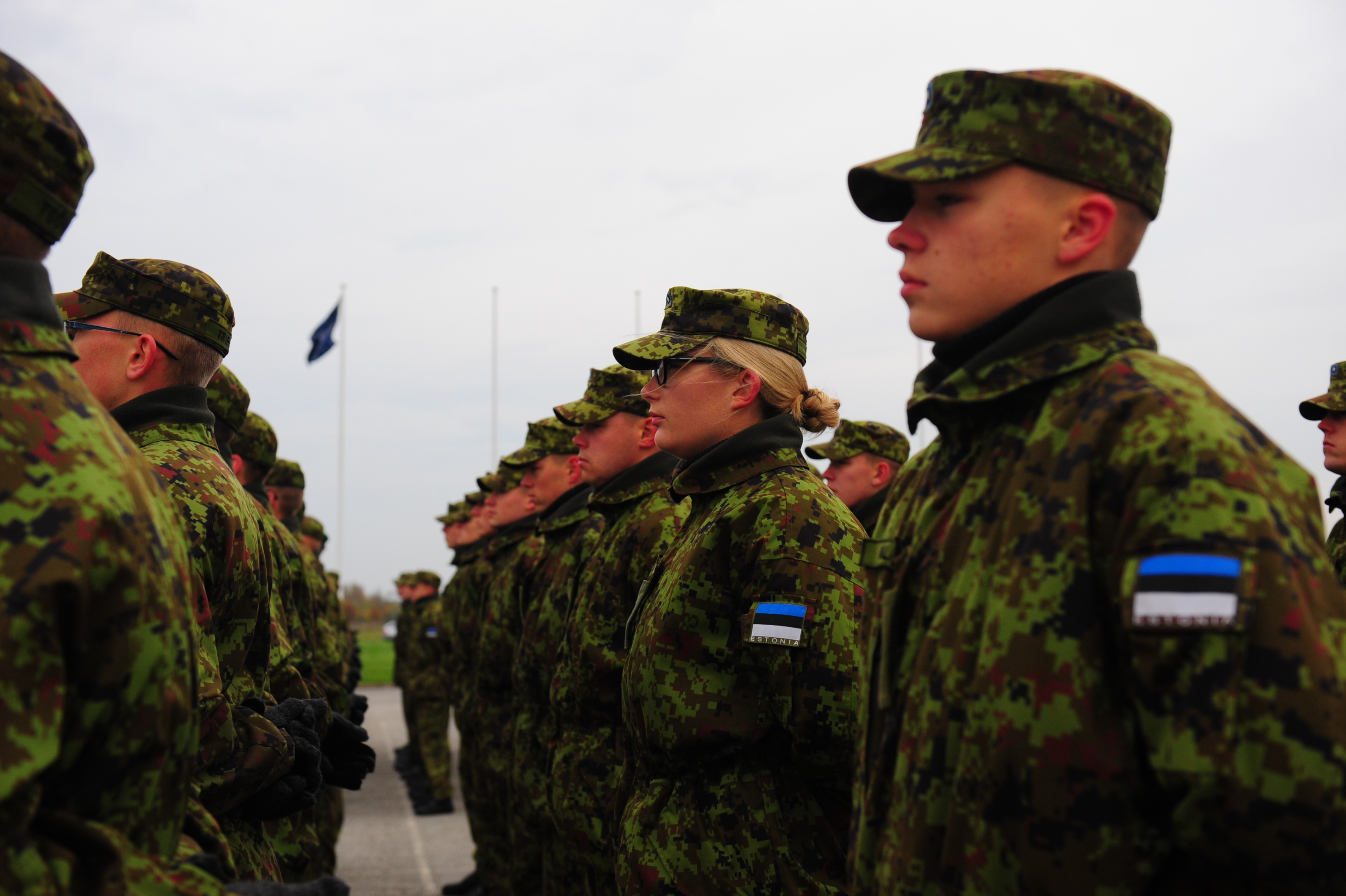
Reclutas estonios en formación.

Estonia instituyó el servicio militar obligatorio a finales de 1991. Cada año, alrededor de 3200 conscriptos —incluyendo un pequeño número de mujeres— ingresan a unidades militares de las Fuerzas de Defensa de Estonia. La Fuerza Aérea estonia no incorpora conscriptos. El servicio tiene una duración de 11 meses para quienes se forman como suboficiales, conductores, policías militares y especialistas; el resto de los soldados sirve durante 8 meses.
Los conscriptos prestan servicio en unidades de infantería, artillería, defensa aérea, ingeniería, comunicaciones, navales y de apoyo al combate, así como en subunidades antitanque, de reconocimiento, morteros y policía militar. En 2023, el ministro de Defensa de Estonia propuso extender a 12 meses el período máximo de servicio obligatorio para ciertas especialidades. De acuerdo con el Plan de Desarrollo de la Defensa Nacional, el número anual de conscriptos debería alcanzar los 4000 para 2022, tras una revisión de los requisitos médicos y físicos. Aumentar la cantidad de soldados requeriría la expansión de cuarteles, armamento y otra infraestructura.

## Equipamiento

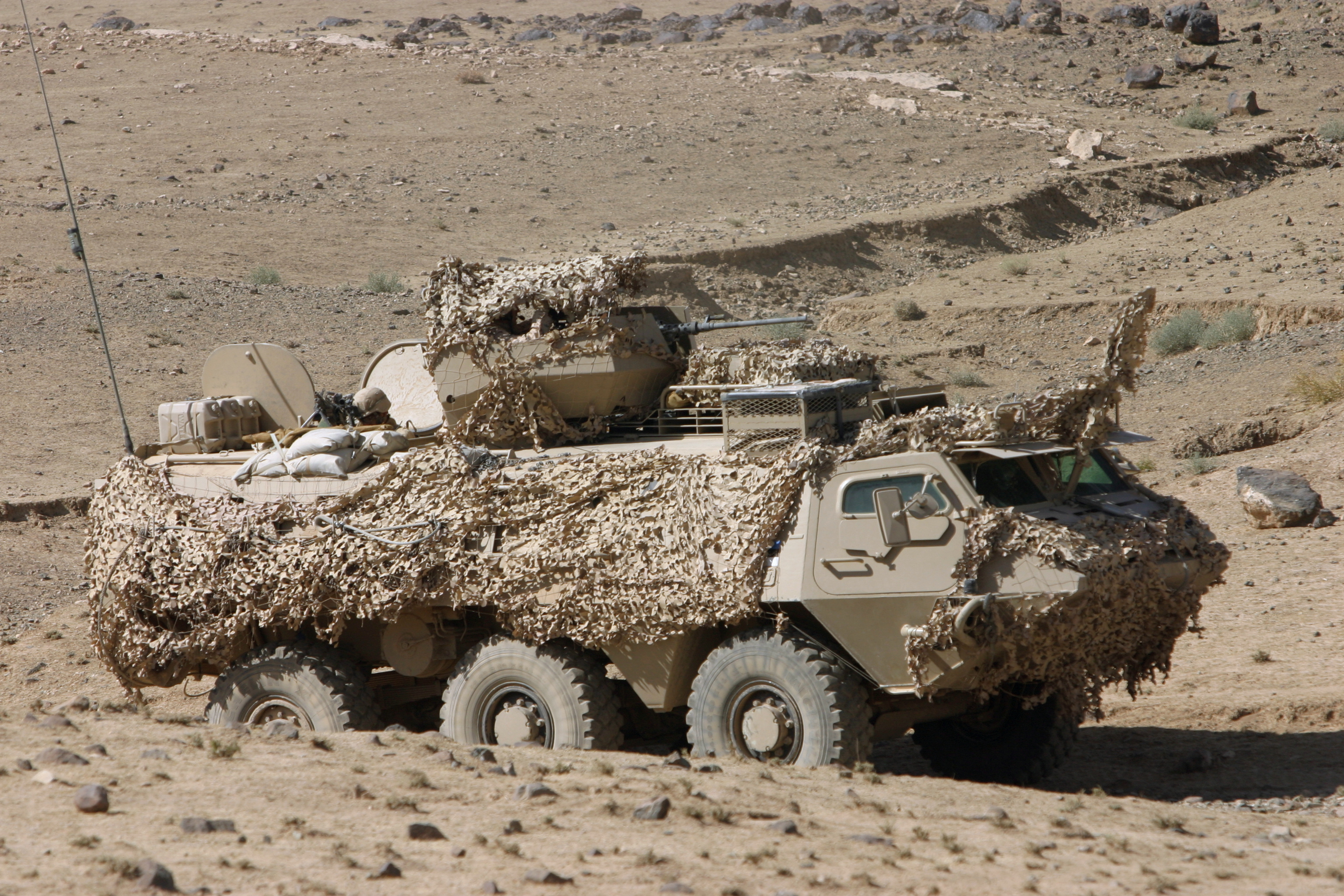
XA-180EST
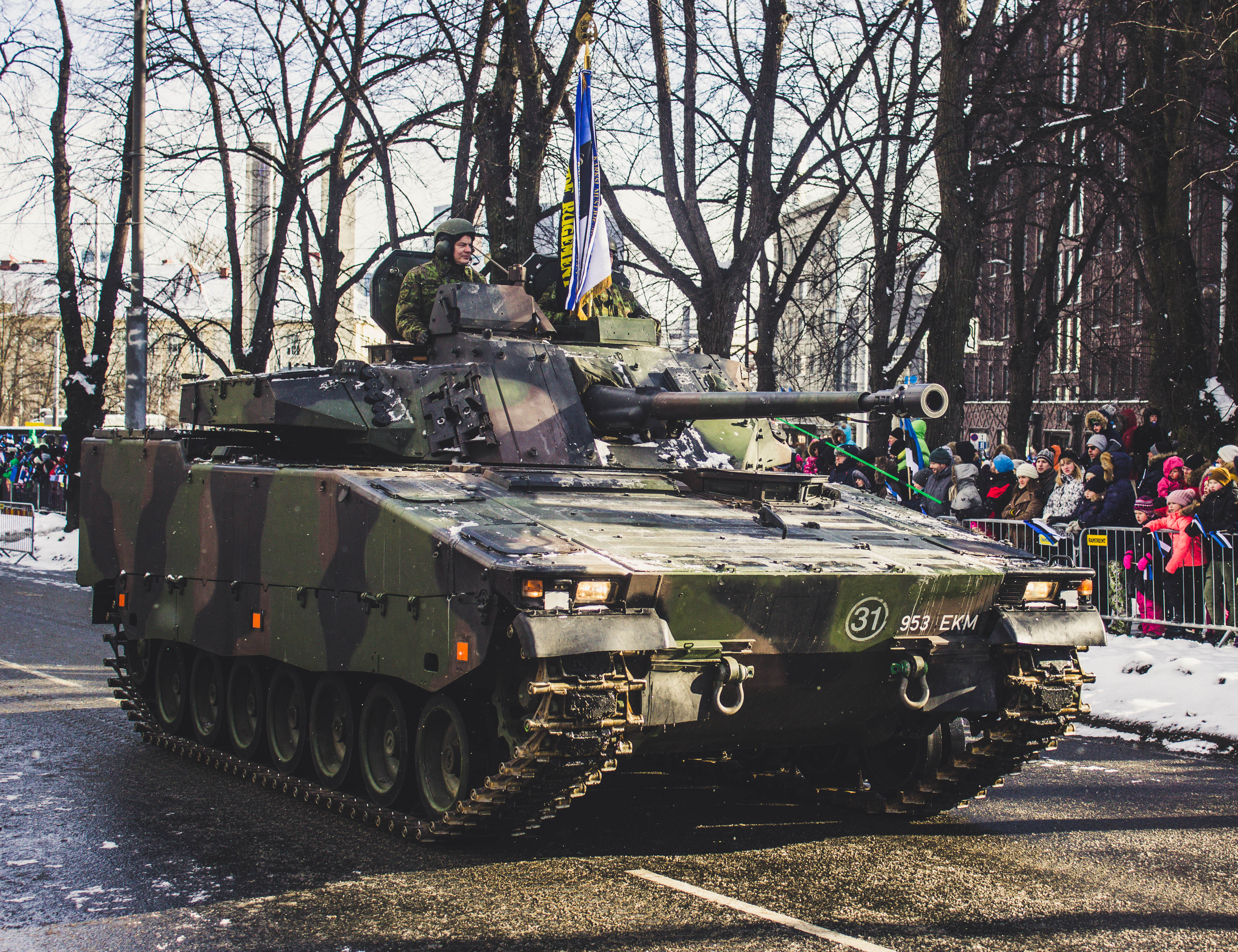
CV-90
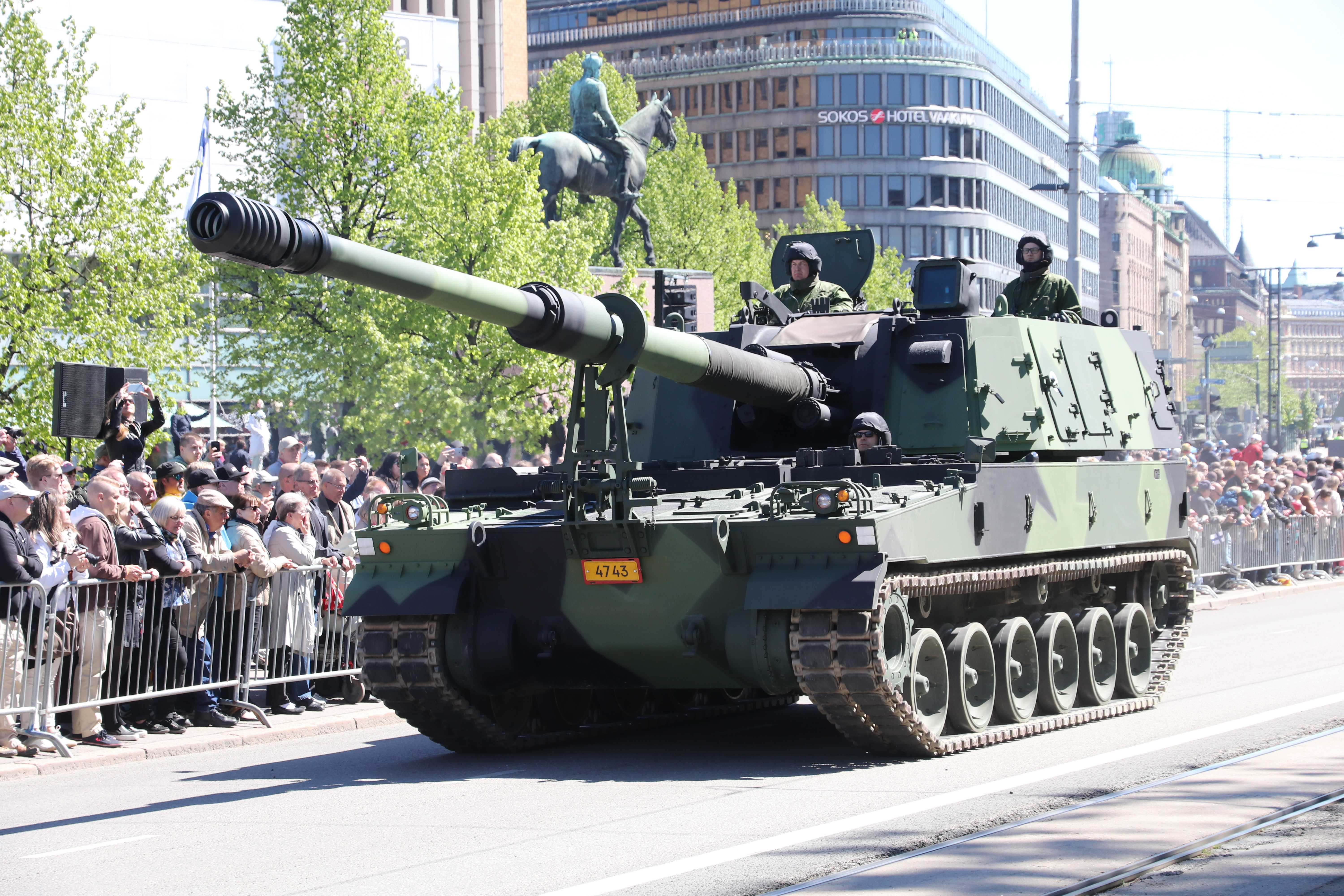
104K9
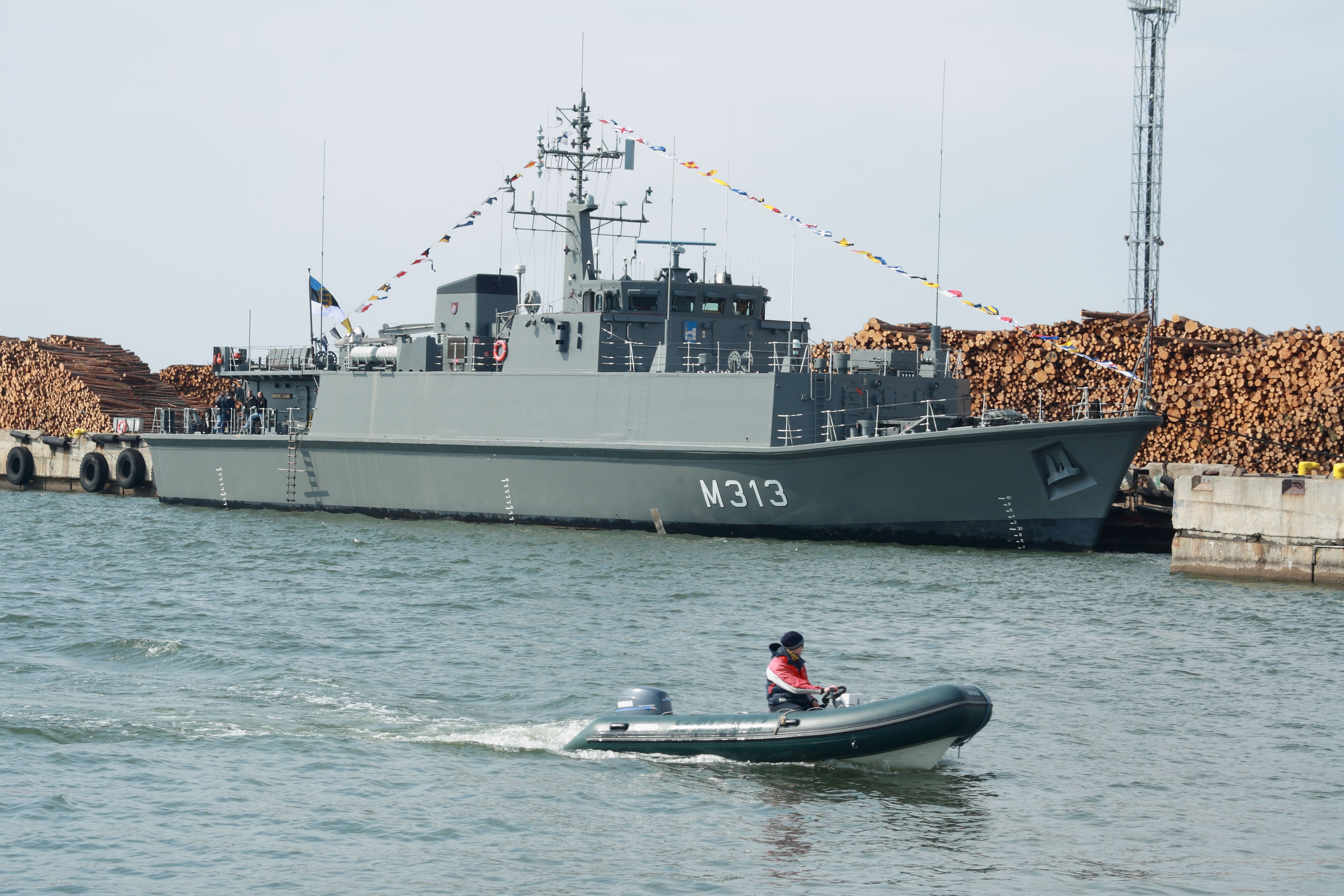
Corveta Admiral Cowan
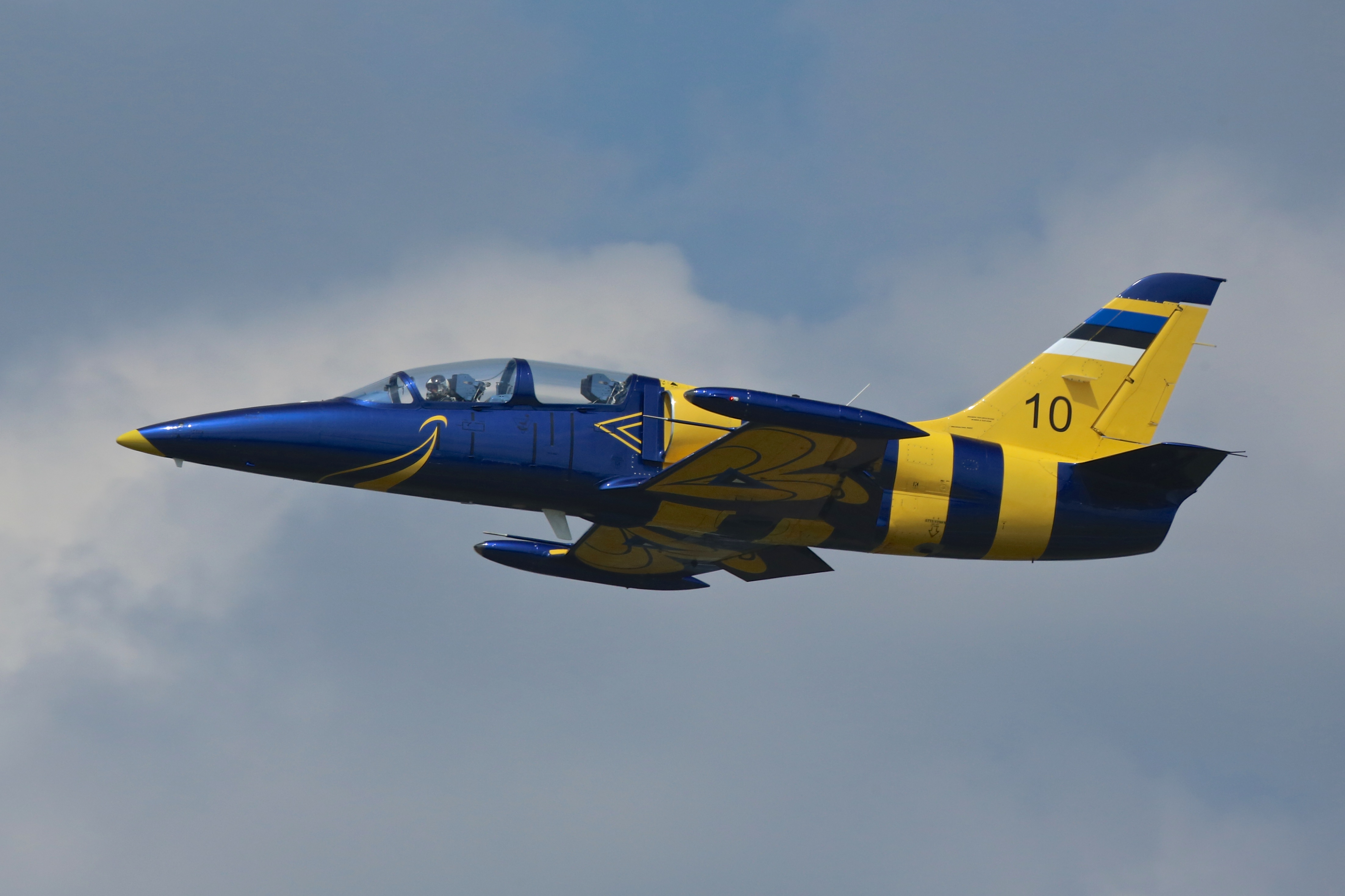
L-39C Albatros